# Anachis similis
Anachis similis är en snäckart som beskrevs av Dall 1889. Anachis similis ingår i släktet Anachis och familjen Columbellidae. Inga underarter finns listade i Catalogue of Life.